# Doug Polen

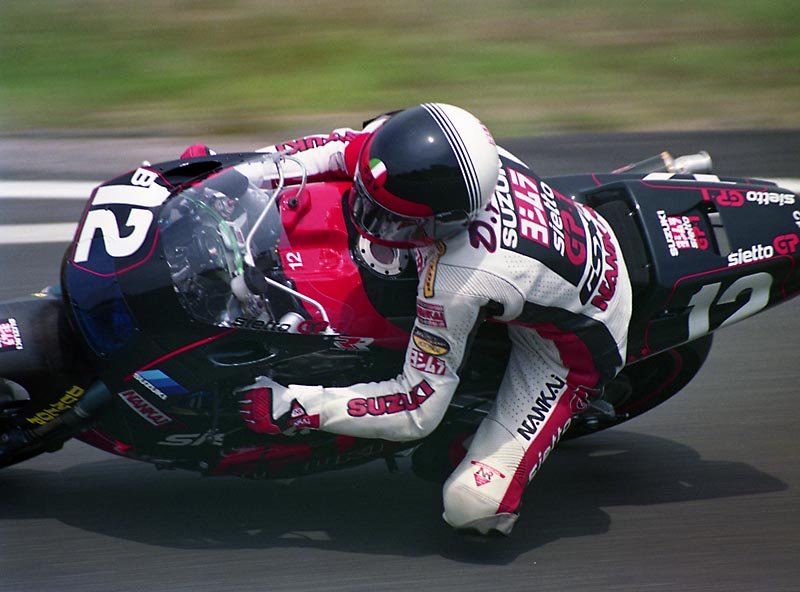
Doug Polen in 1990 tijdens de 8 uren van Suzuka

Doug Polen (Detroit, 2 september 1960) is een voormalig Amerikaans motorcoureur.
In de jaren 1991 en 1992 won Polen het wereldkampioenschap superbike. Daarnaast was hij succesvol in het AMA Superbike Championship.